# Diplotoma capito
Diplotoma capito is een keversoort uit de familie somberkevers (Zopheridae). De wetenschappelijke naam van de soort werd in 1918 gepubliceerd door Antoine Henri Grouvelle.